# 清兵衛と瓢箪
『清兵衛と瓢箪』（せいべえとひょうたん）は、志賀直哉の短編小説。1913年（大正2年）『読売新聞』に発表された。瓢箪をこよなく愛する少年と、その価値観が分からない大人達の作品である。ユーモラスな筆致の作品ながら、志賀自身の父との確執が投影されている。

## あらすじ
清兵衛は12歳の小学生。瓢箪に熱中していて、しきりに瓢箪を磨いては、飽きずに眺めている。しかし父は「子どものくせに」と快く思っていなかった。清兵衛は古瓢に興味はなく平凡なものばかり集めるので、父を訪ねてきた客はもっと奇抜な瓢箪を集めろと言い、馬琴の瓢箪をほめる。それに対し清兵衛は、あの瓢箪はおもしろくないと反論し、父を怒らせてしまう。
ある日、いつもは見慣れない場所に屋台が出され、瓢箪が20ほど売られているのを見つける。その中に震えるほどの見事な瓢箪を発見した清兵衛は、それを10銭（現代価格で200円）で購入する。それから清兵衛はその瓢箪に夢中になり、学校に持ち込んで修身の授業中にまで磨き続け、とうとう担任の教員に見つかってしまう。教員は瓢箪を取りあげ、清兵衛の家に乗り込んでまで説教する。父は激怒し、清兵衛を殴りつけた挙句、瓢箪を一つ残らず玄翁で割ってしまう。
一方、取り上げられた瓢箪は教員から小使いの手に移り、小使いは骨董屋に持ち込む。すると骨董屋は初め5円の値をつけ、最終的にその瓢箪は小使いの給与4か月分にあたる50円で買い取られた。小使いはそれを誰にも口外しなかったが、骨董屋がその瓢箪をとある豪家に600円（現代価格で120万円）で売ったことを知る者は誰もいない。
清兵衛はその後、絵を描くことに熱中する。しかし父は、絵にも小言を言い出すのだった。

## 登場人物
- 清兵衛…主人公。12歳でまだ小学校に通っている。瓢箪に熱中後、絵を描くことに熱中。「清兵衛」という名の「清」は清らかさを表していて、清兵衛が純粋な人物であること示している。
- 清兵衛の父…大工。清兵衛に厳しく、瓢箪を玄能で割る。春の品評会に参加。
- 清兵衛の母…教員から清兵衛のことを注意され、泣く。
- 客…清兵衛の父を訪ねて来た。奇抜な瓢箪を好む。春の品評会に参加。
- 禿頭の爺さん…清兵衛に瓢箪と見間違われる。
- 婆さん'…清兵衛に10銭で瓢箪を売る。
- 他の子供…清兵衛は瓢箪に熱中しているため、遊ばない。雲右衛門を運動場で唄うが、教員は雲右衛門を好んでいるため、教員からそれほど怒られない。
- 教員…小学校の教員。よそから来ている。時間中に瓢箪を磨いていた清兵衛に対し、厳しく注意し、瓢箪を取り上げる。小使に瓢箪を渡す。
- 小使…小学校の小使。年寄り。賢い男で、教員から受け取った瓢箪を骨董屋に5円ではなく50円で売る。
- 骨董屋…小使から買った瓢箪を地方の豪家に600円で売りつける。
- 地方の豪家…骨董屋から瓢箪を600円で売りつけられる。

## 季節
季節は主に冬である。「干柿」「蜜柑」「炬燵」という言葉で冬を示している。春から冬になっても瓢箪に熱中し続けていることを示し、清兵衛は飽きやすい性格ではないことを表している。自分から飽きて熱中するのをやめたのではなく、周囲の大人たちによって抑圧され、やめざるを得なかったのである。 

## 作品解説
作品の主題は「大人は自分の価値観でしかものを判断できず、子供の個性を抑圧する。しかしおさえつけられても子供はその個性をまた別のところで伸ばしていく」というところにあるといわれ、ほかの志賀の初期作品同様父子の対立が根底にある。また志賀本人が尾道にいたころ船の中で訊いた話が題材となっており、志賀の経験が多分に含まれている作品でもある。